# Северный лесной муравей
Северный лесной муравей (англ. Formica aquilonia) — вид средних по размеру муравьёв рода Formica из подсемейства Formicinae. Имеют длину около 7—14 мм. Относится к группе рыжих лесных муравьёв, в которую также включают рыжего (Formica rufa), малого (Formica polyctena) и волосистого (Formica lugubris) лесных муравьёв.

## Распространение
Леса умеренного пояса северной Евразии, где хорошо заметны по своим крупным муравейникам из хвоинок и веточек. Вид обнаружен от Скандинавии на севере до Болгарии и Италии на юге, от Франции и Англии на западе и до Дальнего Востока России. При этом наблюдается чёткая фенотипическая дифференциация популяций по окраске рабочих в Фенноскандии и на северо-западе России, коррелирующая с послеледниковым расселением вида на данной территории. По данным ревизии 2021 года непрерывный ареал простирается от Северной Ирландии и Шотландии до Восточной Сибири (131° в. д.), в Фенноскандии между 56,3 и 71° с. ш. и в Сибири между 47,5 и 63° с. ш. Северо--западные Карпаты, Богемский лес и Восточные Альпы на запад до 9° в. д. В Альпах поднимается до 2400 м. Основное распространение в Альпах в пределах автохтонного ареала Лиственницы (Larix).
Северный лесной муравей обнаружен на северо-востоке Азии на Охотоморском побережье России, где они зимуют в грунте на глубине от 40 см до 2 метров. Температуры максимального переохлаждения F. aquilonia не ниже 20,2 ± 0,5°С (у обитающего там же близкого вида Formica lugubris не ниже 19,6 ± 0,4°С). При этом почти половина муравьёв F. aquilonia гибнет в течение суток при температуре 13° (у F. lugubris половина особей гибнет при температуре 16°С).

## Генетика
Диплоидный набор хромосом 2n = 52.

## Паразитоиды
Среди паразитических наездников, отмеченных у северного лесного муравья следующие виды из семейства Eulophidae:
- Achrysocharoides niveipes
- Chrysocharis assis
- Chrysocharis collaris
- Chrysocharis nephereus
- Chrysocharis orbicularis
- Chrysocharis pilicoxa
- Cirrospilus curvineurus
- Cirrospilus vittatus
- Derostenus gemmeus
- Dicladocerus westwoodii
- Elachertus artaeus
- Pediobius metallicus
- Pnigalio longulus
- Pnigalio pectinicornis
- Sympiesis gordius
- Sympiesis sericeicornis
- Sympiesis xanthostoma

## Классификация
Данный вид относится к группе рыжих лесных муравьёв, к которой также относят малого (Formica polyctena), рыжего (Formica rufa) и волосистого (Formica lugubris) лесных муравьёв. В Северной Америке к этой группе относят виды Formica integroides, Formica obscuripes, Formica obscuriventris, Formica ravida.
В ходе ревизии, проведённой в 2021 году северный лесной муравей включён в комплекс F. lugubris
- комплекс F. lugubris
  - Formica aquilonia Yarrow, 1955 — Северный лесной муравей
  - Formica helvetica Seifert, 2021
  - Formica lugubris Zetterstedt, 1838 — Волосистый лесной муравей
  - Formica paralugubris Seifert, 1996
  - Formica ussuriensis Seifert, 2021

## Красная книга
Северный лесной муравей включён в «Красный список угрожаемых видов» (англ. IUCN Red List of Threatened Animals) международной Красной книги Всемирного союза охраны природы (The World Conservation Union, IUCN) в статусе Lower Risk/near threatened (таксоны, близкие к переходу в группу угрожаемых).
Также включены в некоторые региональные Красные книги и списки редких животных, например в Красную книгу Москвы, в Красную книгу Тамбовской области (2000, 2012), Челябинской области.